# Coptobasis arctalis
Coptobasis arctalis is een vlinder uit de familie van de grasmotten (Crambidae). De wetenschappelijke naam van deze soort is voor het eerst voorgesteld als Hyalitis arctalis door Achille Guenée in een publicatie uit 1854.
De soort komt voor in Congo-Kinshasa en India.